# Polaroid B.V.
Polaroid B.V. (precedentemente The Impossible Project) è un'azienda olandese che produce fotocamere istantanee e pellicole istantanee, compatibili anche con i precedenti modelli della Polaroid Corporation.
L'azienda è stata fondata nel 2008 come The Impossible Project. Nel 2017, The Impossible Project acquisisce la proprietà intellettuale del marchio Polaroid, cambiando nome in Polaroid Originals. Nel 2020 assume l'attuale denominazione.

## Storia
The Impossible Project è stata fondata nel 2008 dopo che Polaroid Corporation ha annunciato nel febbraio dello stesso anno che avrebbe interrotto la produzione di pellicole per fotocamere Polaroid. I fondatori sono Florian Kaps, André Bosman e Marwan Saba. Nel giugno 2008, Kaps e Bosman si sono incontrati all'evento di chiusura della fabbrica Polaroid e hanno deciso di fondare un'azienda per produrre materiali per fotocamere Polaroid. Nell'ottobre 2008, la nuova azienda ha acquistato i macchinari di produzione da Polaroid per 3,1 milioni di dollari e ha aperto una fabbrica a Enschede, dove precedentemente c'era la sede europea di Polaroid, iniziando la produzione di massa e le vendite nel 2010.
Nel gennaio 2012, la società ha annunciato una linea di prodotti da collezione, chiamata Polaroid Classic, formata dalle più iconiche fotocamere Polaroid del passato. Nel luglio 2013, Florian Kaps ha annunciato il suo ritiro dal progetto e Creed O'Hanlon ha assunto il ruolo di CEO.
Nel dicembre 2014, The Impossible Project ha annunciato che Oskar Smołokowski sarebbe stato il loro nuovo CEO e Creed O'Hanlon sarebbe diventato il presidente esecutivo del consiglio di amministrazione della società.
Nel maggio 2017, The Impossible Project ha acquisito il marchio e la proprietà intellettuale della Polaroid Corporation, cambiando nome in Polaroid Originals nel settembre dello stesso anno. Da marzo 2020, l'azienda cambia nuovamente nome in Polaroid.

## Prodotti
Polaroid produce pellicole SX-70, 600, i-Type, Go e pellicole 8x10 in formato large. A differenza della pellicola originale, la nuova 8x10 integra il positivo e il negativo della pellicola. La produzione della pellicola Spectra, prodotta tra il 2010 e il 2019, è stata interrotta a causa di problemi tecnici e inceppamenti del motore dovuti all'espulsione della foto.
Le pellicole SX-70, 600 e i-Type hanno tutte lo stesso formato, 107 mm × 88 mm (4,2 per 3,5 pollici), mentre l'immagine è larga 79 mm × 79 mm (3,1 per 3,1 pollici). La pellicola Go misura 66,6  × 53,9 con l'immagine di 47  × 46. La batteria integrata al cloruro di zinco dell'SX-70 e del 600 è stata sostituita con un sistema agli ioni di litio. Le pellicole i-Type and Go, progettate per l'uso in fotocamere con batterie ricaricabili integrate, non dispongono della batteria integrata delle pellicole SX-70 e 600. Le attuali pellicole SX-70 hanno una velocità della pellicola di ISO 160; le altre pellicole sono invece ISO 640. Fatta eccezione per la pellicola 8x10, che contiene 10 fogli a confezione, tutte le pellicole sono vendute in confezioni da 8.
Oltre alla solita pellicola con cornice bianca, Polaroid produce pellicole 600 e i-Type con colori, motivi e forme speciali della cornice.

### Fotocamere
- Now
- Now+
- Go
- 600
- SX-70

## Loghi

Logo utilizzato dal 2008 al 2017
Logo utilizzato dal 2017 al 2020
Logo utilizzato dal 2020 al 2023